# Klaus Hammer (Germanist)
Klaus Hammer (geb. 5. Juli 1934) ist ein deutscher Germanist und Literaturwissenschaftler. Bis zu seiner Emeritierung lehrte er als Professor für Neuere deutsche Literaturwissenschaft an der Technischen Universität Dresden. Seither ist er Gastprofessor für Deutsche Literatur an den Hochschulen in Koszalin und Słupsk in Polen.

## Leben und Wirken
1967 promovierte Klaus Hammer an der Universität Halle mit dem Thema: „Die Dramentheorie des Sturm und Drang“. 1984 folgte die Schrift „Weltanschauliche Entwicklung und ästhetische Konzeption Friedrich Wolfs von den Anfängen bis 1929“ an der Universität Jena.
In der DDR war er an der Sichtung des Bestandes der Werke Johann Wolfgang von Goethes der Historischen Bestände der Herzogin-Anna-Amalia-Bibliothek zu Weimar beteiligt und Mitarbeiter der 1966 erschienenen Werkausgabe Johann Wolfgang von Goethe in 12 Bänden im Aufbau-Verlag, Berlin/Weimar.
Er war Mitherausgeber Dramaturgischer Schriften des 19. Jahrhunderts, von Bibliographischen Sammelwerken und Autor in verschiedenen Lexika zur Deutschen Literatur. Ein weiterer Schwerpunkt seiner Forschung waren die Sammlung und Herausgabe von Märchen mit dem Schwerpunkt der Dichtermärchen.
Nach der Wende engagierte sich Hammer für die deutsch-polnische Zusammenarbeit in seinem Fachgebiet. Zu seinem 65. Geburtstag widmeten seine Schüler ihm als Festgabe einen Band mit Beiträgen zur deutschen Literatur im früheren Preußen und Baltikum. 2011 widmeten ihm Mitarbeiter der Polytechnischen Universität Koszalin eine weitere Festschrift mit dem Thema: Der Ariadnefaden in der Tradition: Studien zur deutschen und außerdeutschen Literatur und Kultur: Festschrift für Prof. Dr. habil. Klaus Hammer.

## Veröffentlichungen (Auswahl)

### Als Autor
- Die Dramentheorie des Sturm und Drang. Dissertation Halle, 1967.
- Prinz Siedenwurm: Satiren und Farcen des Sturm und Drang. Rütten & Loening, Berlin 1968.
- Weltanschauliche Entwicklung und ästhetische Konzeption Friedrich Wolfs von den Anfängen bis 1929. Universität Jena, 1984.
- Friedhöfe in Berlin: Ein kunst- und kulturgeschichtlicher Führer (Berlin Kompakt), Jaron-Verlag, Berlin 2011, ISBN 978-3-89773-417-3.
- „Hier schließ ich ein Geheimnis ein“ – Zum Bildwerk Sandra Rienäckers. Aus der Eröffnungsrede zur Werkschau „Sandra Rienäcker – Malerei und Grafik“, Städtisches Museum, Galerie & Kunstsammlung, Eisenhüttenstadt/OT Fürstenberg (Oder), 6. Juni bis 2. August 2020. In: Das Blättchen – Zweiwochenschrift für Politik, Kunst und Wirtschaft, Berlin, 23. Jahrgang, Nr. 13, 22. Juni 2020, S. 31–33, www.das-blättchen.de.

### Als Herausgeber, Mitarbeiter
- Labyrinthe: Träume und Traumgeschichten (Anthologie), Verlag Neues Leben, Berlin 1991.
- Der Orangenbaum und die Biene. Märchen. Von Marie-Catherine d’Aulnoy, Rütten & Loening, Berlin 1984.
- Der Prinz aus der Träne: Rumänischen Kunstmärchen, Buchclub 65, Berlin 1981.
- Französische Feenmärchen des 18. Jahrhunderts. Parkland-Verlag, Stuttgart 1980, ISBN 3-88059-145-8.
- Dramaturgische Schriften des 18. Jahrhunderts. Henschelverlag, Berlin 1968.
- Goethe, Johann Wolfgang von: Goethes Werke in 12 Bänden. Aufbau-Verlag, Berlin/Weimar 1966.